# Isaiah Jackson
Isaiah Ju’mar Jackson (ur. 10 stycznia 2002 w Pontiac) – amerykański koszykarz, występujący na pozycji silnego skrzydłowego, aktualnie zawodnik Indiany Pacers.
W 2021 reprezentował Indianę Pacers podczas rozgrywek letniej ligi NBA w Las Vegas.

## Osiągnięcia
Stan na 22 stycznia 2022, na podstawie, o ile nie zaznaczono inaczej.
NCAA
- Zaliczony do I składu:
  - defensywnego konferencji Southeastern (SEC – 2021)
  - najlepszych pierwszorocznych zawodników SEC (2021)
- Lider SEC w średniej bloków (2,6 – 2021)[3]
- Najlepszy pierwszoroczny zawodnik tygodnia SEC (22.02.2021)